# 能島廉
能島 廉（のしま れん 1929年4月19日 - 1964年12月16日）は、作家、編集者。本名は野島 良治（のしま よしはる）。

## 人物
宮崎市出身だが、子供の頃に親の故郷である高知市へ移ることになり、高知県立海南中学校に入学した後名古屋陸軍幼年学校へ入学したが、終戦となり海星中学に復学したのち旧制高知高等学校に進学する。
1949年に東京大学文学部ドイツ文学科へ入学すると、在学中に旧制高知高校の先輩から誘われる形で同人誌『第15次新思潮』に加わり、1952年に大学を卒業して小学館に入社した後も児童向け雑誌の編集に関わりながら短編数話を発表した。その後小学館の学習雑誌で学年別の編集長を務め、作家として梶山季之や瀬戸内寂聴らを起用している。しかし、この頃から私生活において酒とギャンブルに嵌まり込んだ上、恋愛がもつれて破局したことが重なり、体調を大きく崩すことになる。
1961年に慢性腎臓炎と診断され、休社し郷里の高知で静養したが、体調が回復しなかったことから作家となるため再び東京に戻る。1963年に小学館を退社し、以降は大学講師やフリーの仕事をこなしていたが、ギャンブル通いを続けていたことがたたり、1964年の秋に吐血し入院した時点で医師から絶望的病状であることを宣告され、12月に危篤状態となったが、最後まで自力で立ち上がろうとしていたため、その反動で心臓麻痺を起こし死去した。35歳。

## 作品
『新思潮』においては編集を担当する傍らで作品を発表していたが、本職の編集者としての兼ね合いもあって生前の作品発表は『新思潮』でのみにとどまったため、死後『新思潮』同人たちの間で遺作集を出す話がまとまり、一つだけ残されていた未発表作品も収録し『駒込蓬莱町』が出版された。
- 『新思潮』
  - 猿田洞※
  - 蝦蟹
  - 鴦崛摩※
  - 塵
  - 最後の審判
  - 未解決
  - 辞職届
  - 服装について
  - 嘘発見器※
  - 駒込蓬莱町
  - 事実美談※

- 『駒込蓬莱町』
  - 競輪必勝法（未発表作品）
  - ほか『新思潮』で発表の7編収録。ただし※の作品は未収録